# Norman Kempken
Norman Kempken (* 1968 in Rüsselsheim) ist ein deutscher Neonazi und aktiv in der rechtsextremistischen Kleinpartei Der III. Weg. Er gilt als einer der wichtigsten Kameradschaftsaktivisten der rechtsradikalen Szene in Bayern und war einer der zentralen Akteure in dem neonazistischen Dachverband Freies Netz Süd (FNS), der 2014 verboten wurde. Der Jahresbericht 2014 des Bayerischen Landesamtes für Verfassungsschutz verzeichnet Kempken als eine der zentralen Führungsfiguren der Neonaziszene in der Metropolregion Nürnberg/Fürth.

## Leben
Kempken begann seine Aktivitäten in der Neonaziszene Mitte der 1980er Jahre, unter anderem in der Deutschen Aktionspartei/Bewegung der totalen Ordnung. Zudem war er in der Taunusfront aktiv. Vor der Gründung des FNS beteiligte sich Kempken an den Aufmärschen der 2004 verbotenen Fränkischen Aktionsfront (F.A.F.) und der NPD. Er war langjährig bis zu deren Verbot 2011 in der Hilfsorganisation für nationale politische Gefangene und deren Angehörige (HNG) aktiv, wobei er eng mit der ehemaligen HNG-Vorsitzenden Ursula Müller verbunden war und als deren „Ziehsohn“ galt. Kempken schrieb regelmäßig in der monatlichen Nachrichtenausgabe der HNG und kümmerte sich um die Gefangenenbetreuung verurteilter Neonazis.
Außerdem war Norman Kempken maßgeblich an der 1992 erschienenen „Anti-Antifa“-Schrift Der Einblick beteiligt. In der Publikation wurden über 250 Antifaschisten teilweise mit Namen, Bild und Adresse veröffentlicht, verbunden mit dem Aufruf, „diesen unruhige Nächte zu bereiten“ und sie „endgültig auszuschalten“. Damals übernahm die Bundesanwaltschaft die Ermittlungen und leitete gegen die Verantwortlichen ein Verfahren wegen „Bildung einer kriminellen Vereinigung“ ein, das allerdings später eingestellt wurde. Das Jugendgericht in Groß-Gerau verurteilte 1995 die Macher des Einblick zu „überwiegend milden Strafen“; Kempken erhielt eine Freiheitsstrafe auf Bewährung.
Neben dem Neonazi Matthias Fischer war Kempken einer der zentralen Akteure im Freien Netz Süd (FNS), einer von 2009 bis zum Verbot im Juli 2014 existierenden Ersatzorganisation der Fränkischen Aktionsfront (F.A.F.). Kempken meldete regelmäßig die Aufmärsche des FNS an, wie beispielsweise den Aufmarsch im sächsischen Plauen am 1. Mai 2014.
Seit dem Verbot des FNS organisieren sich vorwiegend süddeutsche Nationalisten in der 2013 gegründeten Neonazi-Partei Der III. Weg, so auch Norman Kempken. Außerdem ist er in der gewalttätigen Hooliganszene aktiv.
Norman Kempken lebt seit 1994 in Nürnberg.